# フィニ
フィニ（スペイン語: Fini）は、1971年に設立されたスペインの製菓会社で、世界最大級のキャンディ製造業者である。主な市場をブラジルにおく。同社の製品は85,000以上のブラジルの販売店で販売されており、ブラジルにおけるマーケットリーダー（ある市場で最大のシェアを持つ企業）となっている。
日本においては、100円ショップのダイソーで売られていたことがあった。

## 歴史
- 1953年 - マヌエル・サンチェス・カノ（スペイン語: Manuel Sánchez Cano）により、小さなチューインガム工場として設立[4]。
- 1971年 - 菓子の製造を開始[5]。
- 1980年 - ポルトガルとスペインに流通センターを開設し、事業の拡大を始める[5][4]。
- 1998年 - ブラジルに進出する[5]。
- 2001年 - ジュンジアイに工場が建設される[5]。ジュンジアイの工場は、ヨーロッパ以外における唯一の工場である[2]。
- 2018年 - ウェルビーイングと健康にフォーカスしたキャンディのブランドを立ち上げる[6]。
- 2019年 - フロネリ（英語版）社と提携し、ブラジルでアイスクリームの販売を開始[7]。

## 評価
BuzzFeedの丸山愛菜は「Neon Bears」について、味や食感がほぼハリボーだと評した一方、いずれの種類も味がしっかりしているとも評価している。また、丸山は「Jelly Octpus」という別の製品についてもコメントを寄せており、見た目が毒々しいとしつつも、そのままいっぺんに食べると様々な味が合わさっておいしく、ちぎって食べても楽しいと評価している。
朝日新聞のブラジル特派員・岡田玄は、入れ歯を模した「Dentaduras」という製品について紹介した際、気持ち的にあまり味わう感じがしないと述べている。